# Ferdinand II. (Neapel)

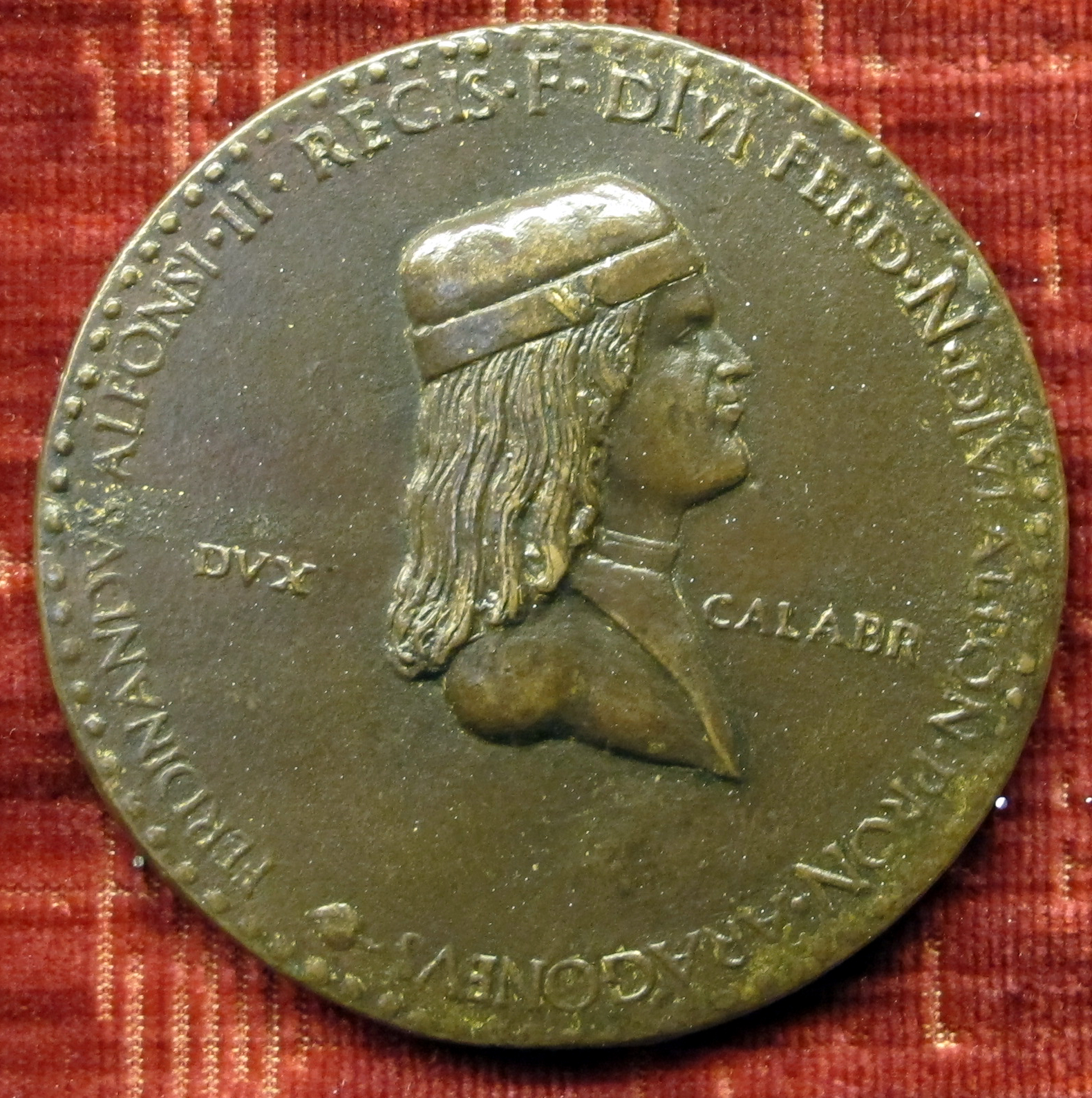
Adriano Fiorentino: Medaille mit dem Profil Ferdinands II. von Neapel (vor 1495)

Ferdinand II. „Ferrantino“ (* 26. Juli 1469 in Neapel; † 7. Oktober 1496 ebenda) war König von Neapel und Erbe von Brienne.

## Leben
Ferdinand II. war der ältere Sohn Alfons II. und Enkel des Königs Ferdinand I. von Neapel. Alfons, der sich wegen der nähernden Invasion von Karl VIII. von Frankreich und der allgemeinen Unzufriedenheit unsicher fühlte, dankte 1495 zu Gunsten seines Sohnes ab. Der Landesverrat einer Partei in Neapel machte es aber unmöglich, die Stadt gegen den Angriff Karls VIII. zu verteidigen.
Karl VIII. setzte sich zwar 1495 mit Hilfe des neapolitanischen Adels rasch in den Besitz des Reichs und wurde am 12. Mai in Neapel gekrönt, während Ferdinand auf Ischia flüchtete. Aber als Karl VIII. Neapel mit dem größten Teil der Armee verließ, kehrte Ferdinand, nach der Formation eines italienischen Verbandes gegen ihn, zurück und besiegte die französischen Garnisonen. Nach dem schrecklichen Verhalten der Franzosen während der Besetzung in der Stadt empfingen ihn die Neapolitaner mit Begeisterung. 
Er wurde zwar zuerst in der Schlacht bei Seminara von Bérault Stuart d’Aubigny geschlagen. Er zwang jedoch – namentlich mit Hilfe des spanischen Generals Gonzalo Fernández de Córdoba y Aguilar – den Vizekönig Gilbert de Bourbon-Montpensier, 1496 zur Kapitulation von Atella, welche das Reich wieder in die Gewalt Ferdinands brachte. Doch starb er kurz darauf am 7. September 1496. Er gilt als ein sehr begabter, energischer, dabei aber harter Fürst.
Ferdinand II. heiratete 1496, kurz vor seinem Tod, Johanna von Neapel (1478–1518). Sie war die Tochter seines Großvaters Ferdinand I. aus dessen zweiter Ehe mit Johanna von Aragón (1454–1517) und somit eine Halbschwester seines Vaters, allerdings 30 Jahre jünger als dieser. Die sehr kurze Ehe blieb kinderlos. Deshalb wurde sein Onkel Friedrich IV. von Aragón, der zum König Friedrich I. von Neapel gekrönt wurde, sein Nachfolger. Friedrich wurde aber 1501 entthront und inhaftiert. Ferdinands Haupterbin war allerdings seine Schwester Isabella von Neapel, Herzoginwitwe von Mailand.